# Abdula Saliu
Abdula Saliu (mac. Абдула Салиу; ur. 4 grudnia 1960 w Skopje) – północnomacedoński polityk pochodzenia albańskiego. Ukończył studia na Wydziale Ekonomii Uniwersytetu w Prisztinie, w latach 2020–2024 sprawował mandat deputowanego do Zgromadzenia Republiki Macedonii Północnej jako reprezentant Sojuszu na rzecz Albańczyków.